# Казахский хан
Казахский хан (в русских источниках также царь, в восточных хакан (арабское написание тюркского царского титула каган), в персоязычных источниках падишах; каз. Қазақ ханы / Qazaq hany) — глава государства и верховный главнокомандующий в Казахском ханстве. Все казахские ханы происходили из рода Торе. Хан утверждался из числа султанов (потомков Чингисхана и из рода Торе) путём выборов (хан сайлау).

## Избрание хана
Весть о предстоящих выборах хана (хан сайлау) заранее объявлялась жасауылами всем родам казахов. По этому случаю, женщины и дети надевали свои лучшие наряды. Мужчины приезжали на маслихат во всеоружии. Без него они не имели права голоса и могли быть притеснены более молодыми и сильными воинами.
Собрание открывала молитва ходжи, затем, слово предоставлялось уважаемому аксакалу. Перед народом выступали кандидаты в ханы. Они произносили речь о своих заслугах, и праве на ханский титул. Затем произносили речь их сторонники. Каждый мог выступить перед народом. Народ выражал волю возгласами одобрения или неприятия.
После того как определялся хан, выступали его сторонники, произносилась хвалебная речь, где наряду с заслугами говорили и о его недостатках.
На пятницу назначался ритуал «поднятия хана» (хан Көтеру). На верхушке холма застилали белую кошму. Два уважаемых человека сажали хана на неё лицом в сторону Мекки. Затем, четверо из числа наиболее уважаемых султанов, биев, баев и батыров три раза поднимали хана на кошме над головой. Хан объявлялся официально избранным. За этим, следовало поздравления хана и повторное его поднятие над головой уже соратниками, претендентами и аксакалами.
С хана снимали верхнюю одежду и разрубали её на мелкие кусочки, их уносили с собой как реликвию. Взамен его одевали в новые сшитые специально для него белые халат и колпак. Скот избранного хана делили между собой все присутствовавшие на избрании, для того, чтобы поделиться с теми кто не смог присутствовать. Этот обычай назывался «ханские гостинцы» (хан сарқыт). Он символизировал, что хан не имеет своего имущества. Его богатство — богатство его подданных.
Если хан не оправдывал надежд и угнетал своих подданных, решением маслихата его низлагали. У хана отбирали всё имущество. Он не имел права сопротивляться, если хан или султан сопротивлялся и при этом пострадали люди, он обязан был выплатить выкуп. А если пострадали толенгуты хана, выкуп не платили. Этот обычай назывался — «грабёж хана» (хан Талау). Хан талау применялся и к баям. Первый и единственный хан к которому он применялся — Тахир-хан.

## Казахские чингизиды
Родоначальником казахских Чингизидов ныне считается потомок Джучи-хана в восьмом поколении Урус-хан (Мухаммад-Урус-хан). Долгое время в историографии господствовала точка зрения, возводившая генеалогию к Тука-Тимуру, 13-му сыну Джучи-хана (так считали Ч. Ч. Валиханов, Ш. Кудайбердыев и некоторые другие). Она восходит к сочинениям средневековых анонимных авторов Тимуридского и Шибанидского круга «Муизз ал-ансаб…» и «Таварих-и гузида-йи нусрат-наме» и сочинениям правителя и историка Хорезма Абульгази-хана. Эта позиция представлена в современной исторической науке (В. П. Юдин, М. Х. Абусеитова, А. П. Григорьев, в ранних работах, Ю. В. Варваровский и других).
М. Т. Тынышпаев первым попытался опровергнуть это мнение и аргументировать происхождение Урус-хана от старшего сына Джучи-хана Орда-хана (Орда-Ежен). Концепция М. Т. Тынышпаева была дополнена А. И. Исиным, её разделяют современные историки-востоковеды (А. Ю. Якубовский, М. Г. Сафаргалиев, С. К. Ибрагимов, Б. А. Ахмедов, Г. А. Фёдоров-Давыдов, Н. Н. Мингулов, В. Л. Егоров, А. Г. Мухамадиев и др.). Дальнейшее развитие она получила в современных работах Т. И. Султанова, К. А. Пищулиной, Зардыхана Кинаятулы, К. Ускенбая. Эти историки опирались на независимые источники средневековых сочинении Рашид ад-Дина «Джами ат-таварих», Муин ад-Дина Натанзи «Муптахаб ат-таварих-и Муини» и других.
Восстановленная генеалогия Урус-хана выглядит следующим образом: Джучи → Орда → Сартактай → Коничи → Баян → Сасы-Бука → Ерзен → Чимтай—Урус. В период правления Урус-хана в Ак-Орде (1361—1377) завершается формирование этнической и политической целостности казахского народа. После кратковременных правлений сыновей Урус-хана Токтакии, Тимур-Малика, Койричака и 15-летнего ханствования потомка Тука-Тимура Тохтамыша к власти пришёл Барак-хан, сын Койричака. В 1420-е годы он предпринял ряд успешных мер для восстановления власти потомков Орда-хана (Ордаидов), подчинил Шибанидов и ногайских мурз, на время завоевал земли Улуса Джучи, разбил войска тимурида Улугбека, но потерпев поражение в Могулистане, пал от рук ногайских мурз Гази и Наурыза. В 1428—1468 годах в Восточном Дешт-и-Кипчаке правил шибанид Абулхайр-хан.
Потомки Урус-хана Керей (Урус-хан— Токтакия—Болат—Керей) и Жанибек — в генеалогических схемах известный под мусульманским именем Абу-Саид (Урус-хан — Куйурчук— Барак—Абу-Саид), не смирившись с потерей наследственной власти, откочевали в Западный Моголистан и положили начало Казахскому ханству (1465/66 год). Это государство историки считают продолжателем ак-ордынских традиций. Керей и Жанибек восстановили власть прежней династийной линии на территории Восточного Дашт-и Кыпчака, включив в состав прежней Ак-Орды родственные казахские племена Жетысу. После Керей-хана верховным правителем стал его сын и преемник Бурундук-хан (1474 либо 1480—1511). Затем на ханский трон взошёл сын Жанибека Касым-хан (1511—1521), при котором наблюдается возвышение Казахского ханства.
В последующие годы, сменяя друг друга, Казахским ханством правили потомки Жанибека: сын Касыма — Мамаш-хан (1521—1522), сыновья Адика — Тахир-хан (1522—1533) и Бауш-хан (1533—1537), сын Жадик-султана — Тугум-хан (1537—1551). Новый подъём Казахского государства происходит при сыне Касым-хана Хак-Назар-хане (1551—1580/81). После его смерти к власти в Казахском ханстве на короткое время приходит сын Жадик-султана Шигай-хан (1580/81—1582). Затем ханом казахов провозглашается его старший сын Тауекель-хан (1583—1598). После его гибели в походе на Мавераннахр Казахским ханством правил младший сын Шигая Есим-хан (1598—1613/14). Около 1613/14 власть в ханстве захватил Турсун Мухаммад-хан (1613/14—1627), сын Жалым-султана (его генеалогия не ясна), затем на короткое время власть себе вернул Есим-хан. Есим-хана на троне сменил, согласно фольклорным материалам, его сын Жанибек (1628 — середина 1640-х), о котором практически нет сведений. Затем ханство досталось прославленному в многочисленных сражениях с врагами сыну Есима Жангиру-хану. После гибели Жангир-хана в сражении с джунгарами правителем единого Казахского государства стал его старший сын Тауке-хан (1680—1715).
После его смерти в каждом из трёх казахских жузов появились свои ханы, но верховными правителями оставались потомки Жанибек-хана. Младшим жузом руководил хан Абулхайр-хан, затем его сыновья Нуралы, Есим, Каратай, Бокей, Шигай, Жангир и другие. Средним жузом правили брат Тауке Кайып и его потомки ханы Болат и Абилмамбет. На некоторое время (1771—1781) правнуку Баки, брата Тауке-хана, Абылаю удалось объединить все три казахских жуза. Позднее Средним жузом правили потомки Абылая Уали (Вали), Губайдулла и Кенесары. В Старшем жузе правили братья Абилхаира — Жолбарыс, Абилпеиз, сын Абилмамбета, Адил, сын Абылая и другие. В 1841 году Казахское ханство восстановил сын Касым-торе Кенесары (1841—1847). В XIX веке царская власть отменила привилегии казахских чингизидов.

## Список казахских ханов
| 1                            | Керей-хан           | 1465 | 1482      | сын Болат султана                                           |
| ~                            | Жанибек-хан I       | 1465 | ?         | сын Барак хана (Соправитель Керея и его сына Бурундук хана) |
| 2                            | Бурунду́к-хан        | 1482 | 1513      | сын Керей хана                                              |
| 3                            | Касым-хан           | 1513 | 1521      | сын Жанибек хана                                            |
| Смутное время (1521-1551)    |                     |      |           |                                                             |
| ?                            | Мамаш-хан           | 1521 | 1522      | сын Касым хана                                              |
| ?                            | Буйдаш-хан          | 1521 | 1522      | сын Адик султана                                            |
| ?                            | Буйдаш-хан          | 1530 | 1560      | сын Адик султана                                            |
| ?                            | Тахир-хан           | 1522 | 1530      | сын Адик султана                                            |
| ?                            | Тугум-хан           | 1530 | 1537      | сын Жадик султана                                           |
| ?                            | Ходжа Мухаммед-хан  | ?    | 1535      | сын Адик султана                                            |
| ?                            | Ахмат-хан           | 1533 | 1536      | сын Джаниш султана                                          |
| ?                            | Булат–хан           | ?    | 1537      | сын Усек хана                                               |
| ?                            | Хак-Назар-хан       | 1530 | 1540      | сын Касым хана                                              |
| ?                            | Ахмед Гирей         | 1530 | 1540      | сын Хак-Назар-хана                                          |
| Правители Казахского ханства |                     |      |           |                                                             |
| 12                           | Хак-Назар-хан       | 1551 | 1580      | сын Касым хана                                              |
| ~                            | Тогум-хан           | 1552 | 1556      | сын ?                                                       |
| 13                           | Шигай-хан           | 1580 | 1582      | сын Джадик султана                                          |
| 14                           | Тауекель-хан        | 1582 | 1598      | сын Шигай хана                                              |
| Двоевластие (1613-1627)      |                     |      |           |                                                             |
| 15                           | Есим-хан            | 1598 | 1628      | сын Шигай хана                                              |
| 15                           | Турсун Мухаммад-хан | 1613 | 1627      | сын Жалым султана                                           |
| Правители Казахского ханства |                     |      |           |                                                             |
| 16                           | Жанибек-хан II      | 1628 | 1643      | сын Есим хана                                               |
| 17                           | Салкам Жангир-хан   | 1643 | 1652      | сын Есим хана                                               |
| 18                           | Батыр-хан           | 1652 | 1672      | ?                                                           |
| 19                           | Тауке-хан           | 1672 | 1715      | сын Салкам Жангир хана                                      |
| 20                           | Кайып-хан           | 1715 | 1718      | сын Кусрау султана                                          |
| 21                           | Абулхаир-хан        | 1718 | 1748      | сын Кажи султана                                            |
| 22                           | Абильмамбет-хан     | 1748 | 1771      | сын Болат хана                                              |
| 23                           | Абылай-хан          | 1771 | 1781      | сын Коркем Уали султана                                     |
| Казахские ханы               |                     |      |           |                                                             |
| 24                           | Кенесары Касымов    | 1841 | 1847      | сын Касым-султана                                           |
| 25                           | Аликен              | 1858 | 1859/1860 | сын Карабаш-султана                                         |